# Est-ce bien raisonnable ?
Pour plus de détails, voir Fiche technique et Distribution.
Est-ce bien raisonnable ? est un film français réalisé par Georges Lautner, sorti en 1981.

## Synopsis
Profitant de l’inattention d’un gardien, Gérard Louvier (Gérard Lanvin) s’évade du palais de justice et tombe sur Julie Boucher (Miou-Miou), une jeune journaliste, qui le prend pour le célèbre juge Simon. Il a d'abord l'intention de se servir du quiproquo pour s'éloigner du tribunal et disparaître au plus vite à travers Paris. Mais, constatant que la police le cherche partout, il décide de continuer à jouer le jeu. Il feint d'être intéressé par une affaire trouble sur laquelle Julie enquête. Il part avec elle pour Nice. Son objectif est de se rapprocher de la frontière italienne, où l'attend son ami Raymond (Julien Guiomar).
La journaliste et le faux juge arrivent à Nice. Julie retrouve chez elle son ami (Henri Guybet), un homme instable et impulsif, au lit avec une autre femme, mais ils ne mettent pas beaucoup de temps à se réconcilier. Julie, toujours convaincue que le soi-disant juge l'a suivie pour l'aider à résoudre sa mystérieuse affaire, l'héberge chez elle.
Gérard tente en vain d'établir le contact avec son ami Raymond, pour qu'il puisse le faire passer en Italie, mais sans succès. Il décide de continuer à endosser sa couverture: il lit le dossier de l'affaire, ainsi qu'un livre écrit par le juge, trouvé dans la bibliothèque de Julie. Mais, en pleine nuit, celle-ci allume la télévision et découvre la vérité sur son hôte. Le lendemain, elle lui fait savoir qu'elle sait tout mais ne le dénonce pas. Gérard se retrouve alors emmêlé dans une situation de plus en plus compliquée, entre les anciens amants de Julie et les malfrats liés à son enquête, alors qu'il est toujours recherché activement par la police.
Raymond finit par venir le chercher, et l'emmène au bord du lac de Côme, où il gère un hôtel. Le lendemain, alors que Gérard se croit tiré d'affaire, Raymond lui montre le journal du matin : Julie est accusée d'avoir organisé son évasion et est recherchée. Raymond lui ordonne de mettre en ordre l'affaire. Les deux amis retournent immédiatement à Nice.

## Fiche technique
- Titre : Est-ce bien raisonnable ?
- Réalisation : Georges Lautner
- Scénario : Michel Audiard et Jean-Marie Poiré
- Production : Alain Sarde
- Musique : Philippe Sarde
- Photographie : Henri Decaë
- Montage : Michelle David
- Pays d'origine :  France
- Format : Couleurs - 1,66:1 - Mono - 35 mm
- Genre : comédie
- Durée : 109 minutes
- Date de sortie : 
  - France : 25 mars 1981

## Distribution
- Miou-Miou : Julie Boucher
- Gérard Lanvin : Gérard Louvier
- Michel Galabru : Emile Dugoineau, l'huissier
- Renée Saint-Cyr : Madame Bertillon, la veuve
- Henri Guybet : Daniel
- Jean-Pierre Darroussin : Henri
- Julien Guiomar : Raymond Volfoni
- Eva Harling : Eva
- David Gabison : Le juge Bricard
- Bernard Malaterre : Fernand
- Franck-Olivier Bonnet : Le conducteur râleur
- Jean Luisi : Un gendarme
- Philippe Castelli : L'appariteur
- André Riquier : Le malfrat
- Max Montavon : Le greffier
- Dominique Lavanant : Madame Lavanant (non créditée)
- Auguste Danielle
- Charles Bertoni
- Jean Marsiglia

## Autour du film
- À noter, une apparition (non créditée) de Dominique Lavanant dans le rôle de Mme Lavanant, la restauratrice.
- On voit à plusieurs reprises, dans l'appartement de Julie, une grande affiche du film d'Alan J. Pakula Les Hommes du président, sorti en 1976.
- Michel Audiard reprend ici le nom de famille Volfoni, porté par le personnage de Bernard Blier dans Les Tontons flingueurs, pour le donner à celui de Julien Guiomar. On retrouve également un Salvatore Volfoni dans le film de Georges Lautner, Le Professionnel, alors un industriel en crème glacée interprété par Pierre Vernier.
- Un des prévenus au début s'appelle Michalon (Jean Lefebvre, comme dans Ne nous fâchons pas et Pas de problème !).
- La veuve Bertillon est interprétée par Renée Saint-Cyr, qui n'est autre que la mère du réalisateur Georges Lautner.